# Wake Me Up (When This Nightmare's Over)
Wake Me Up (When This Nightmare's Over) è un singolo dei Simple Plan, pubblicato l'8 aprile 2022.

## Tracce
Testi e musiche di Chuck Comeau, Nate Campany, Pierre Bouvier.
1. Wake Me Up (When This Nightmare's Over) – 3:36

## Video musicale
Il 19 aprile è stato pubblicato un video musicale per raccogliere soldi da donare all'UNICEF in sostegno alla popolazione ucraina, colpita dalla guerra. Il video ha vinto il primo premio agli Oniros Film Awards di New York.

## Formazione
- Pierre Bouvier – voce, cori
- Jeff Stinco – chitarra solista
- Sébastien Lefebvre – chitarra ritmica, voce, cori
- Chuck Comeau – batteria